# Walking Boyz Company
El Walking Boyz Company, conocido como WBC, es un equipo de fútbol de Surinam que juega en la SVB Hoofdklasse, la liga de fútbol más importante del país.
Fue fundado en 1997 en la capital Paramaribo.

## Palmarés
- SVB Hoofdklasse: 3

2004, 2006, 2009
- Beker van Suriname: 2

2009, 2013
- Copa Presidente de Surinam: 3

2004, 2006, 2009

## Participación en competiciones de la CONCACAF
- Campeonato de Clubes de la CFU: 3 apariciones[1]

2004 - Primera ronda
2010 - Segunda ronda
2011 - Segunda ronda

### 2010
Primera ronda v.  Guyana Defence Force -- 2:1
Primera ronda v.  Alpha United -- 1:1
Primera ronda v.  Centre Bath Estate FC -- 3:0
Segunda ronda v.  Joe Public -- 0:5
Segunda ronda v.  System 3 -- 2:0

### 2011
Primera ronda v.  Northern United All Stars -- 3:1, 3:0
Segunda ronda v.  Puerto Rico Islanders -- 1:1, 0:7